# Frederica Carolina de Saxe-Coburgo-Saalfeld
Frederica Carolina de Saxe-Coburgo-Saalfeld (em alemão: Friederike Caroline; 24 de junho de 1735 - 18 de fevereiro de 1791) foi uma duquesa de Saxe-Coburgo-Gota e a última marquesa de Brandemburgo-Ansbach e Bayreuth.

## Biografia
Frederica Carolina era filha do duque Francisco Josias de Saxe-Coburgo-Saalfeld e da sua esposa, a princesa Ana Sofia de Schwarzburg-Rudolstadt.
Casou-se no dia 22 de novembro de 1754, Frederica casou-se em Coburgo com o marquês Carlos Alexandre de Brandemburgo-Ansbach e Bayreuth. O casamento realizou-se por razões dinásticas. Embora Frederica fosse considerada virtuosa, gentil, benevolente e piedosa, Carlos Alexandre achou a mulher pouco atraente, ignorante e aborrecida. O casal não teve filhos. Carlos Alexandre enviou a sua esposa para o seu palácio em Unterschwaningen e passou a viver abertamente com a sua amante, Elizabeth Craven.
Quando Frederica morreu, o seu marido renunciou ao governo e deixou o país para se casar com a sua amante inglesa. O corpo de Frederica Carolina foi enterrado no Gumbertuskirche em Ansbach.

## Genealogia
| Frederica Carolina de Saxe-Coburgo-Saalfeld | Pai: Francisco Josias de Saxe-Coburgo-Saalfeld | Avô paterno: João Ernesto IV, Duque de Saxe-Coburgo-Saalfeld      | Bisavô paterno: Ernesto I, Duque de Saxe-Gota              |
| Frederica Carolina de Saxe-Coburgo-Saalfeld | Pai: Francisco Josias de Saxe-Coburgo-Saalfeld | Avô paterno: João Ernesto IV, Duque de Saxe-Coburgo-Saalfeld      | Bisavó paterna: Isabel Sofia de Saxe-Altemburgo            |
| Frederica Carolina de Saxe-Coburgo-Saalfeld | Pai: Francisco Josias de Saxe-Coburgo-Saalfeld | Avó paterna: Carlota Joana de Waldeck-Wildungen                   | Bisavô paterno: Josias II de Waldeck-Wildungen             |
| Frederica Carolina de Saxe-Coburgo-Saalfeld | Pai: Francisco Josias de Saxe-Coburgo-Saalfeld | Avó paterna: Carlota Joana de Waldeck-Wildungen                   | Bisavó paterna: Guilhermina Cristina de Nassau-Siegen      |
| Frederica Carolina de Saxe-Coburgo-Saalfeld | Mãe: Ana Sofia de Schwarzburg-Rudolstadt       | Avô materno: Luís Frederico I, Príncipe de Schwarzburg-Rudolstadt | Bisavô materno: Alberto António de Schwarzburg-Rudolstadt  |
| Frederica Carolina de Saxe-Coburgo-Saalfeld | Mãe: Ana Sofia de Schwarzburg-Rudolstadt       | Avô materno: Luís Frederico I, Príncipe de Schwarzburg-Rudolstadt | Bisavó materna: Emília Juliana de Barby-Mühlingen          |
| Frederica Carolina de Saxe-Coburgo-Saalfeld | Mãe: Ana Sofia de Schwarzburg-Rudolstadt       | Avó materna: Ana Sofia de Saxe-Gota-Altemburgo                    | Bisavô materno: Frederico I, Duque de Saxe-Gota-Altemburgo |
| Frederica Carolina de Saxe-Coburgo-Saalfeld | Mãe: Ana Sofia de Schwarzburg-Rudolstadt       | Avó materna: Ana Sofia de Saxe-Gota-Altemburgo                    | Bisavó materna: Madalena Sibila de Saxe-Weissenfels        |